# Marki
Marki – miasto w Polsce, w powiecie wołomińskim, w woj. mazowieckim, w aglomeracji warszawskiej na północny wschód od Warszawy, wzdłuż alei Marszałka Józefa Piłsudskiego – dawna droga wojewódzka nr 629, wcześniej droga krajowa nr 8. Przez Marki przepływają: rzeka Długa (Kanał Markowski) oraz rzeka Czarna, uchodzące do Kanału Żerańskiego.
Do 1954 roku siedziba wiejskiej gminy Marki.

## Położenie
27 lipca 2019 roku wyznaczono w Markach „Geodezyjny Środek Mazowsza” – punkt o współrzędnych 52°20′28,575''N i 21°05′59,386''E wypada dokładnie na wzgórzu potocznie zwanym „zwałką”, czyli tam, gdzie swego czasu funkcjonowało wysypisko śmieci (zamknięte w 1992 r.).

### Podział administracyjny
Osiedla:

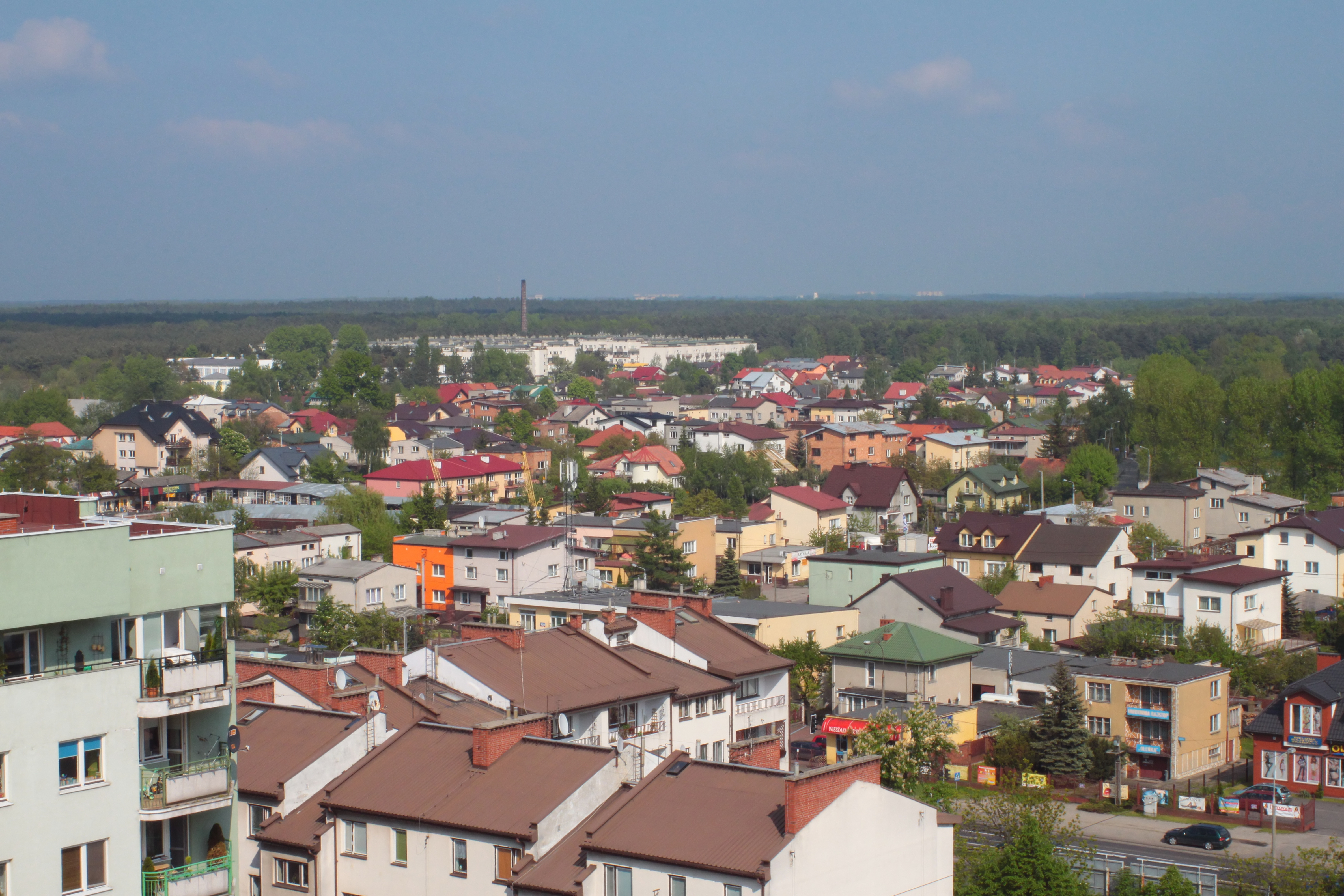
Pustelnik

Zgodnie z bazą TERYT miasto dzieli się na następujące części o nadanym numerze SIMC:
- Celinówek
- Cisówka
- Czarna Struga
- Jarków
- Jaworówek
- Jeżak (w sierpniu 2024 Rada Miast Marki wystąpiła z wnioskiem o wykreślenie tej nazwy z rejestru[5])
- Kolonia Bielówek
- Kolonia Makówko
- Struga
- Pustelnik
- Zieleniec

Poza tym w Państwowym Rejestrze Nazw Geograficznych wymieniono następujące rejony w Markach:
- Adelin
- Biedocin
- Centrum
- Kolonia Zenków
- Kosiany
- Lisi Jar
- Marki Południowe
- Osiedle Leśna
- Osiedle Mickiewicza
- Osiedle SAM-81
- Osiedle Sosnowa
- Osiedle Szkolna
- Parcele-Pałkowizna
- Pustelnik Wschodni
- Pustelnik Zachodni
- Zachoina
- Zielona

#### Osiedla mieszkaniowe

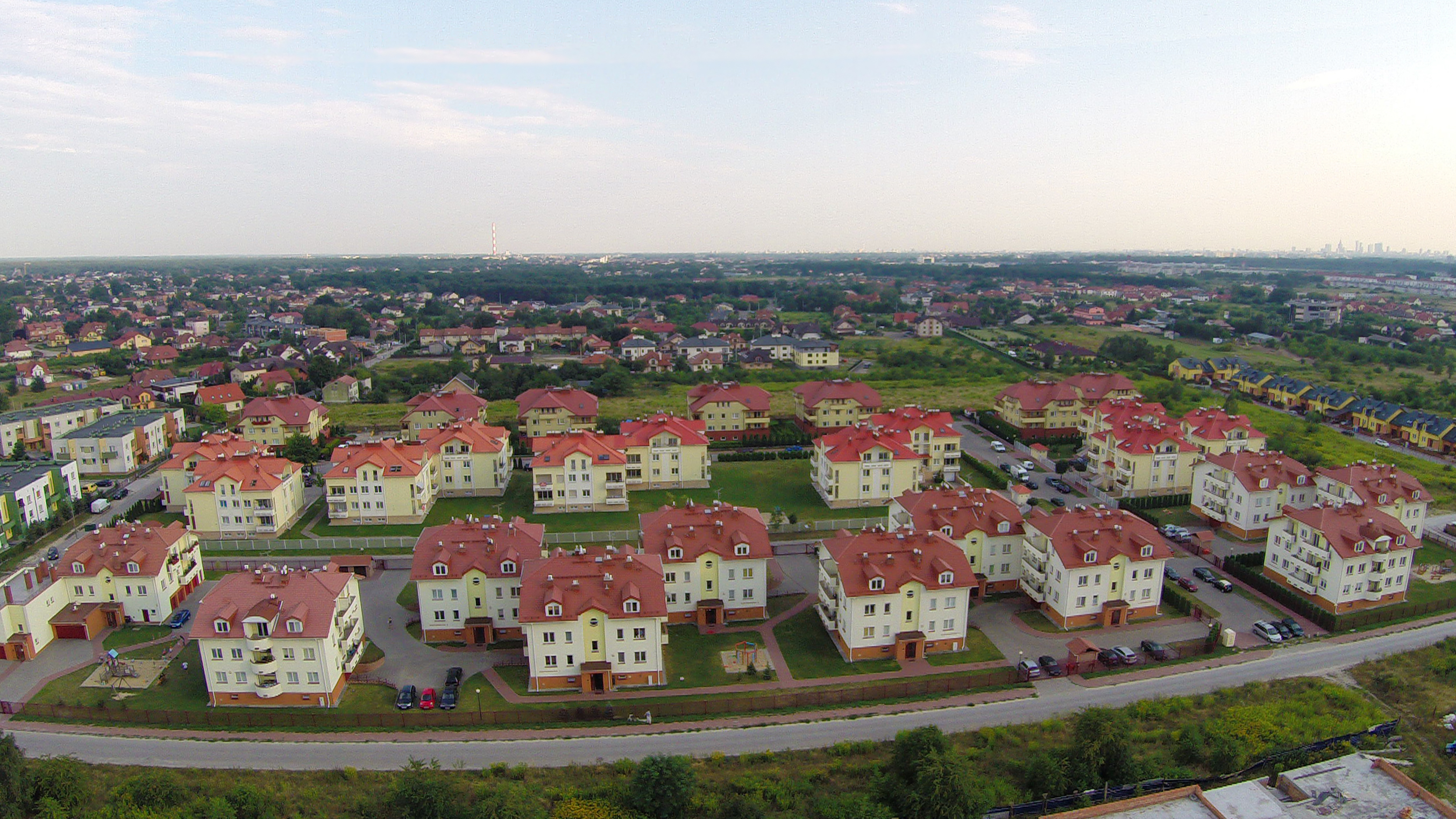
Osiedle Mickiewicza

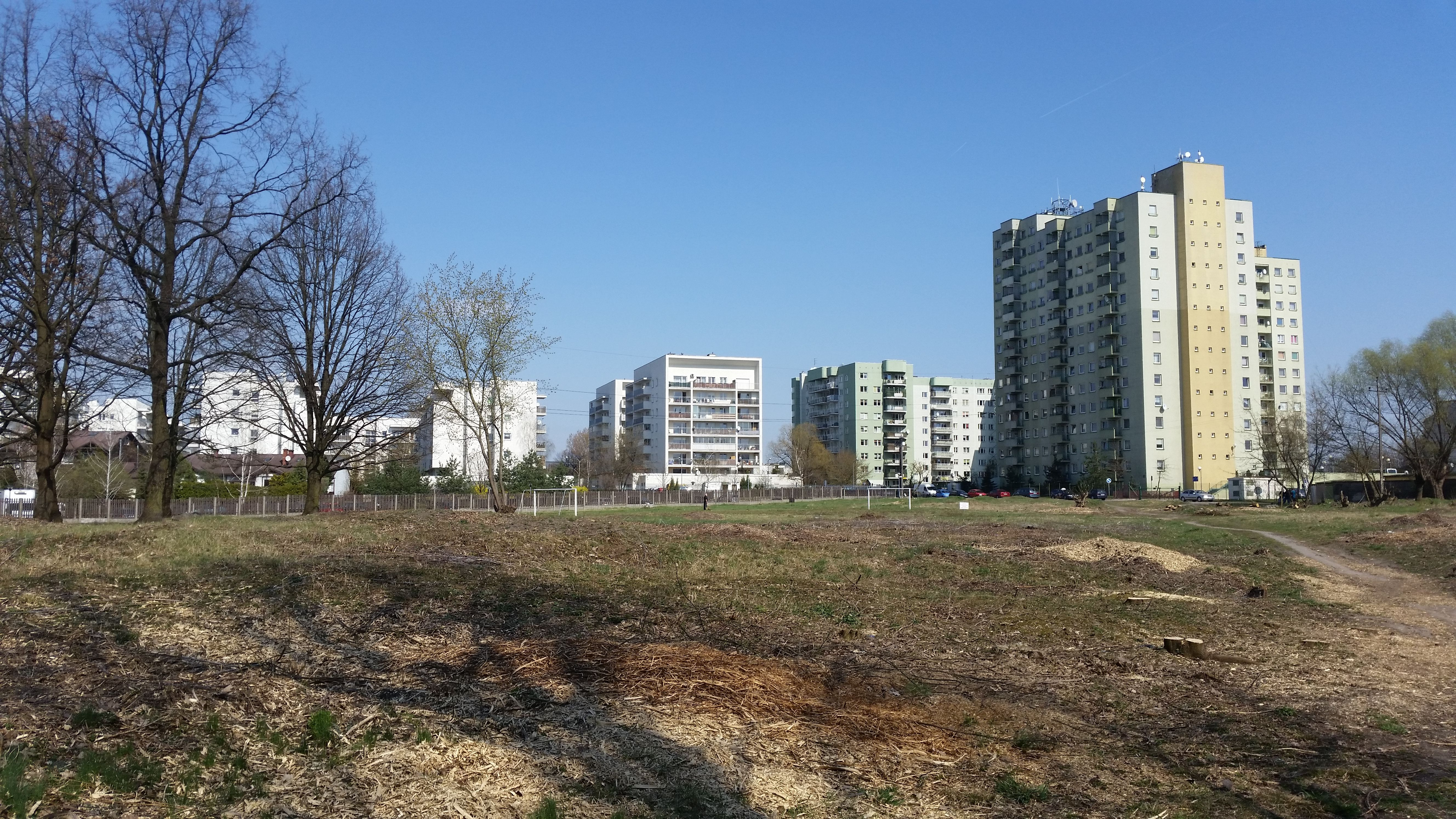
Osiedla przy ulicy Małachowskiego

- Horowa Góra – osiedle mieszkaniowe w Pustelniku położone przy ul. Dużej 5. W sąsiedztwie znajduje się m.in. Szkoła Podstawowa nr 4 im. Stefana Grota-Roweckiego oraz rezerwat przyrody Horowe Bagno. Osiedle składa się z 10 budynków, w których znajduje się 409 mieszkań własnościowych, i zajmuje powierzchnię 4,2 ha. Pierwsi mieszkańcy zasiedlili osiedle w dniu 18 lipca 2005 r. Na terenie osiedla znajdują się punkty usługowe.
- Zielone Przedmieście – osiedle domów 8-rodzinnych w Markach przy ul. 11 Listopada 5
- Osiedle Mickiewicza – przy ul. Elektryków i Kartografów – osiedle 29 budynków dwukondygnacyjnych wybudowanych w latach 2005–2009
- Osiedle  Lisi Jar – przy Al. Piłsudskiego
- Osiedle Marki V – przy ul. 11 listopada – osiedle 11 budynków dwukondygnacyjnych ze 192 mieszkaniami czynszowymi Towarzystwa Budownictwa Społecznego.
- Osiedle Lisia Aleja przy ul.Małachowskiego,
- Osiedle Kosynierów – przy ul. Kosynierów 2,4,6,8,10,12 – bloki mieszkalne 4-piętrowe, oddane do użytku w 1998 r.
- osiedle mieszkaniowe Międzyzakładowej Pracowniczej Spółdzielni Budowlano-Mieszkaniowej „SAM-81” położone w Pustelniku przy al. Piłsudskiego 115 C i D (dwa czteropiętrowe budynki) oraz przy ul. Małachowskiego 1
- Osiedle Kwitnące – położone w Pustelniku przy ul. Małachowskiego (SAM-81)
- Osiedle Polskie – w Strudze przy ul. Granicznej.
- Briggsówka – osiedle w Starych Markach złożone z familoków wybudowanych w XIX w. dla robotników fabryki Briggsów. Istnieją tylko dwa osiedla tego typu w Polsce (drugie znajduje się w Łodzi)

## Historia

### Prehistoria
Badania archeologiczne wskazują, że osadnictwo na obszarze zajmowanym przez dzisiejsze Marki występowało już w czasach prehistorycznych. Prace wykopaliskowe doprowadziły m.in. do odnalezienia przy ul. Hallera narzędzi krzemiennych datowanych na 5 tysiąclecie p.n.e. (kultura komornicka – rozwijająca się w okresie mezolitu najwcześniejsza znana kultura na obszarze Polski). Z późniejszych okresów odkryto m.in.: fragmenty ceramiki z epoki brązu, pozostałości osady z I–II w. n.e. oraz studnię z pnia dębowego datowaną na X wiek.

### Wieś królewska
Pod koniec XVI wieku nadano z dóbr królewskich 2 włóki ziemi (ok. 34 hektarów) rodowi Marków (Markowiczów), skąd wzięła początek nazwa miejscowości. Wkrótce Jan i Wojciech Markowicze otrzymali też przywilej królewski na posiadanie młyna na rzeczce Długiej, natomiast mieszkańcy zajmowali się głównie uprawą roli.

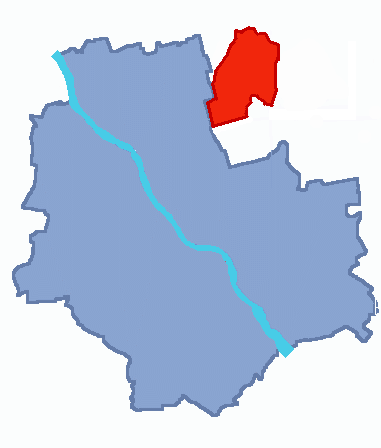
Położenie Marek względem Warszawy

Toczone w kolejnych wiekach wojny (m.in. potop szwedzki, III wojna północna) doprowadzały wielokrotnie do zniszczeń w Markach i okolicy, jak też do utraty życia wielu ówczesnych mieszkańców.
Kalendarium wydarzeń z tego okresu:
- 1565 – najstarsza wzmianka o rzece Długiej i urządzonych na niej młynach
- 1601 – najstarsza informacja pisana o wsi Marki w dokumencie podpisanym przez Zygmunta III Wazę
- 1650 – ludność Marek liczy około 40 mieszkańców
- 1656 – zniszczenie Marek w czasie trzydniowej bitwy o Warszawę
- 1765 – najstarszy opis mareckiej karczmy
- 1794 – udział markowian w insurekcji kościuszkowskiej

### Osada przemysłowa

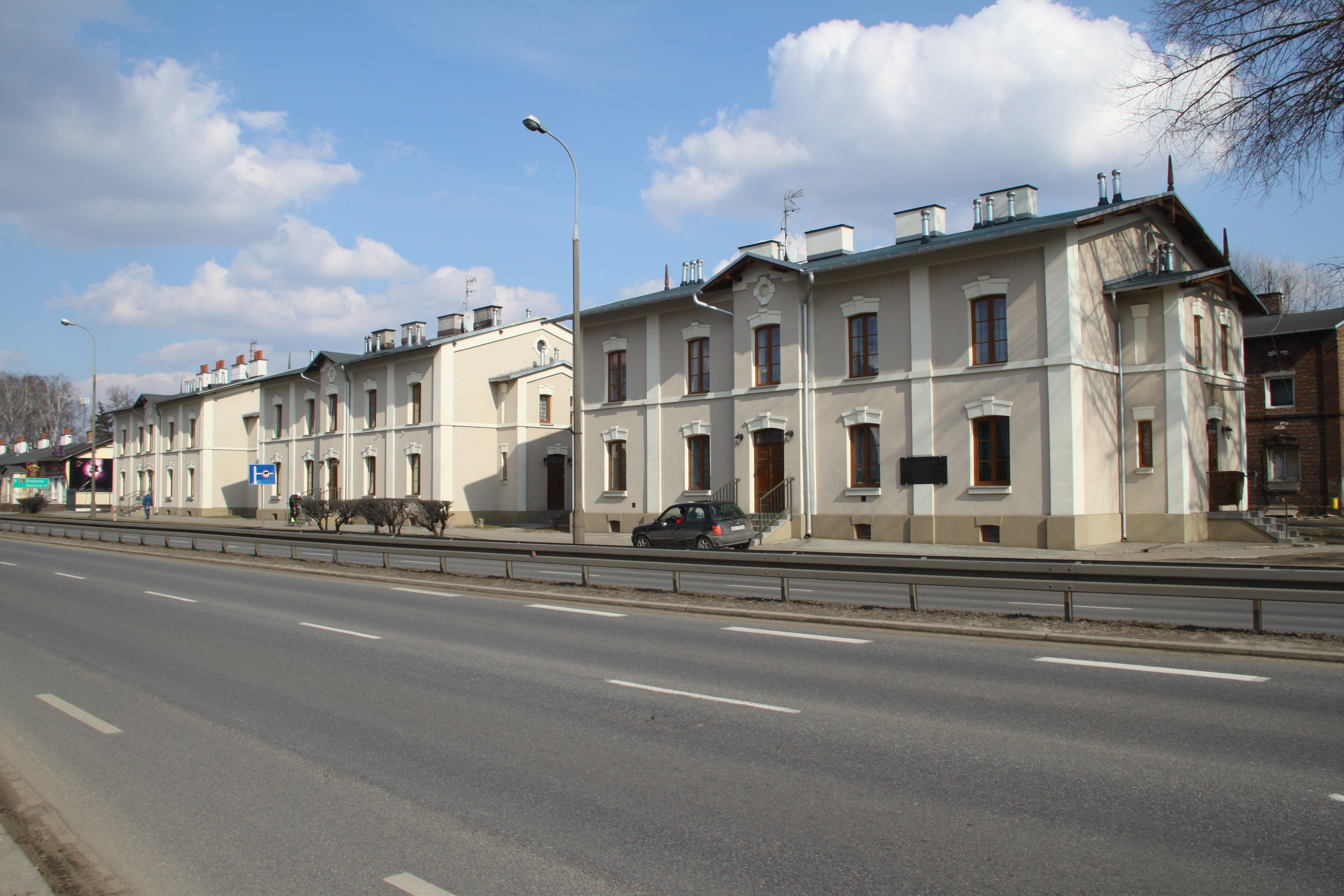
Osiedle robotnicze zbudowane dla pracowników fabryki Briggsów w XIX wieku – pierwszy budynek od prawej, to budynek stacji Marki dawnej MKD, ul. Piłsudskiego 76

W wieku XIX (początkowo pod zaborem pruskim i w ramach Księstwa Warszawskiego, a po 1815 w zaborze rosyjskim) rozpoczął się proces stopniowego przekształcania się Marek w osadę przemysłową. W latach 1833–1835 poszerzono i wybrukowano wiodący przez Marki trakt, mieszkańcy zaczęli zajmować się rzemiosłem (obuwnictwo, tkactwo). Dzięki występowaniu zasobów gliny znaczenia nabierał także wyrób cegieł. Jednak bardziej intensywny rozwój Marek możliwy był dopiero po roku 1850, gdy przedsiębiorstwa z terenu Kongresówki uzyskały dostęp do rynku rosyjskiego.
W roku 1883 tereny należące wcześniej do spółki udziałowej pod nazwą „Folwark i cegielnia wójtostwa Marki” zakupili pochodzący z przemysłowego miasta Bradford angielscy przedsiębiorcy – bracia Edward, Alfred i John Briggs. W roku 1884 firma „Briggs, Posselt i spółka” uruchomiła w Markach jedną z największych i najnowocześniejszych wówczas przędzalni wełny w Europie Środkowo-Wschodniej, produkującą głównie na rynek rosyjski. Bracia Briggs zbudowali także w Markach m.in. osiedle robotnicze oraz budynek szkoły elementarnej – obecnie będący siedzibą Mareckiego Ośrodka Kultury. Uruchomienie w roku 1897 linii kolei konnych łączących Targówek z Pustelnikiem, przekształconej w 1899 w trakcję parową i przedłużonej do Radzymina przyczyniło się do dalszego rozwoju miejscowości. W roku 1904 poświęcono zbudowany w stylu neogotyckim kościół pod wezwaniem św. Izydora Oracza, który przejął funkcje służącego wcześniej mieszkańcom drewnianego kościółka w Grodzisku.
Kalendarium wydarzeń z tego okresu:

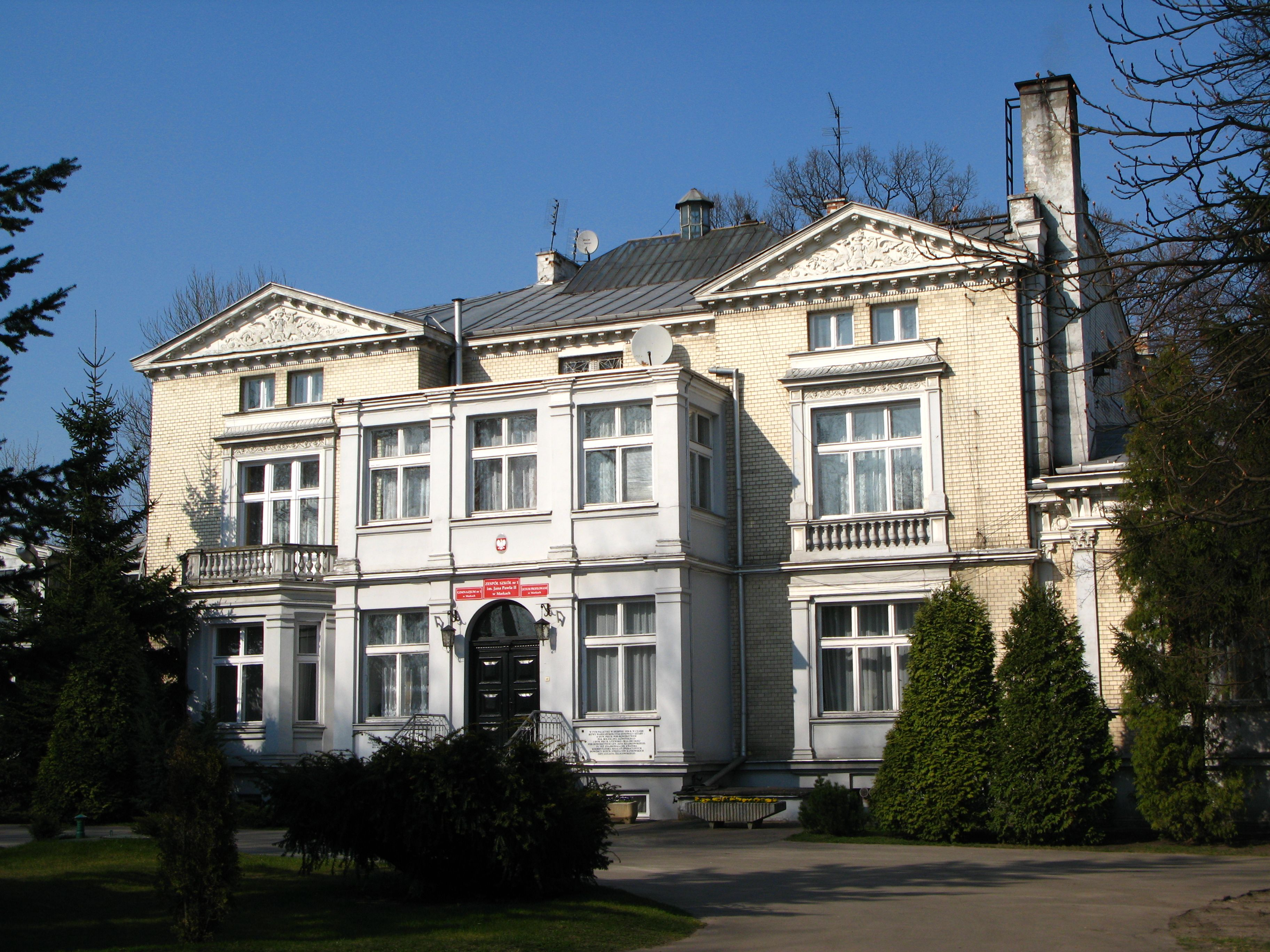
Pałacyk Briggsów z lat 80 XIX wieku

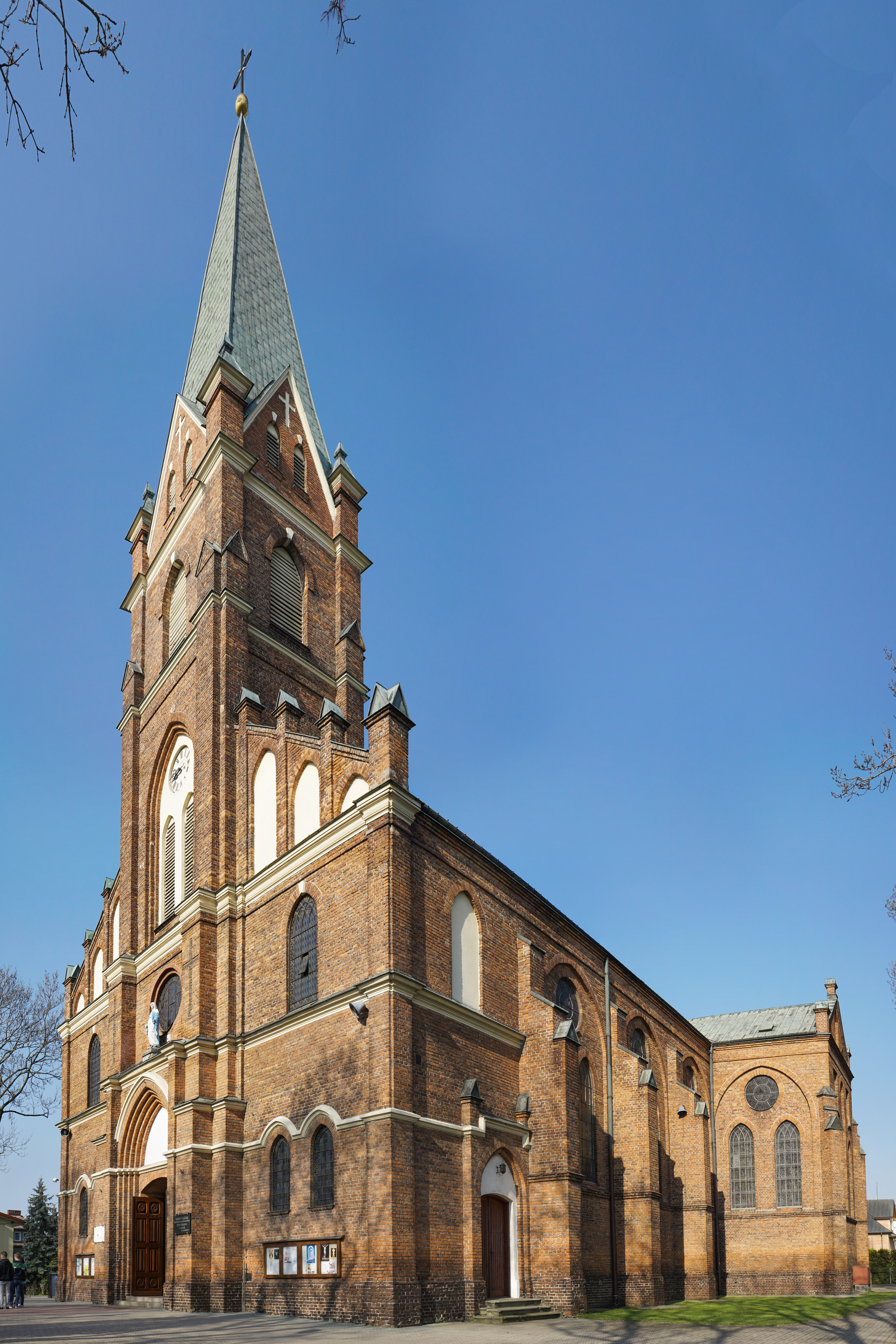
Kościół Niepokalanego Poczęcia NMP z 1904 r.

- 1821 – Leon Drewnicki założył folwark nazwany później od jego nazwiska Drewnicą
- 1834 – wybrukowanie przechodzącego przez Marki traktu Warszawa – Radzymin
- 1852 – budowa pomnika dziękczynienia za ocalenie Marek, Pustelnika i okolicznych wiosek od epidemii cholery
- 1883 – rozpoczęcie budowy fabryki przędzalniczej przez przemysłowców angielskich spółkę „Briggs & Posselt”
- 1883 – po raz pierwszy na Mazowszu zastosowano oświetlenie elektryczne
- 1 maja 1894 – pierwsze strajki w fabryce Briggsów
- marzec 1897 – pierwszy kurs konnej Kolejki Mareckiej z Targówka do Marek.
- 22 stycznia 1899 – powstała Spółka Akcyjna Zakłady Ceramiczne „Pustelnik”, która miała swoje zakłady w Pustelniku, Miłośnie i Ząbkach.
- 3 maja 1899 – wmurowanie kamienia węgielnego pod budowę kościoła w Markach
- 10 kwietnia 1911 – w szpitalu w Pustelniku umiera Mikołaj Konstanty Ciurlionis
- 1916-1918 – Marki pod okupacją niemiecką

### Marki w bitwie 1920
Marki, obok Radzymina, Ossowa i innych miejscowości podwarszawskich, odegrały istotną rolę w Bitwie Warszawskiej w czasie wojny polsko-bolszewickiej. Wprawdzie w samych Markach nie toczyły się walki, lecz mieściły się tu ośrodki decyzyjne.
Rozkazem generałów Tadeusza Rozwadowskiego i Kazimierza Sosnkowskiego z 3 sierpnia 1920 r. wycofano z frontu i przeniesiono w rejon Marek 11 dywizję piechoty.
10 sierpnia 1920 r. do Marek przybył ze swoim sztabem płk Eugeniusz Szpręglewski. Na siedzibę sztabu przeznaczono zabudowania fabryki Briggsów. Czołówka amunicyjna znajdowała się w Pustelniku II, niedaleko stacji kolejki. W Markach stacjonował także odwód 11 dywizji piechoty. Znajdowały się tu również tabory wojskowe z zaopatrzeniem.
W Pustelniku – najprawdopodobniej w Zgromadzeniu Sióstr Franciszkanek Rodziny Maryi oraz w Strudze – w Zakładzie Opiekuńczym dla chłopców mieściły się szpitale polowe. Czołówka sanitarna mieściła się w Szkole Podstawowej nr 1 w Markach.
Naczelne dowództwo nakazało 11 sierpnia 1920 r. przygotowanie rezerwy łączności w Modlinie, Zegrzu, Markach, Rembertowie i Górze Kalwarii. Przewody rozciągnięto na słupach wzdłuż szosy Warszawa – Marki – Radzymin – Wyszków. Centrala łączności dla całej dywizji mieściła się w pałacyku braci Briggsów.
Istotną rolę w bitwie o przedmoście Warszawy odegrała kolej marecka, służąc przede wszystkim jako jeden z podstawowych środków transportu dowożących żołnierzy oraz zaopatrzenie i prowiant dla walczących na pierwszej linii frontu.
Kolejką marecką odwożono też rannych do głównego punktu medycznego na dworzec Warszawa Wileńska.
Na mareckim cmentarzu parafialnym znajduje się zbiorowa mogiła około 40 polskich żołnierzy poległych w bitwie o przedmoście Warszawy.

### Marki w II Rzeczypospolitej
- 1922 – utworzenie Robotniczego Klubu Sportowego „Marcovia”
- 1923 – utworzenie Ochotniczej Straży Pożarnej w Markach
- 1 lipca 1924 r. z gminy wiejskiej Bródno powiatu warszawskiego zostały wyłączone: wieś Drewnica, folwark Drewnica, leśnictwo Drewnica, osada Marki, kolonia Osinki, kolonia Pustelnik, kolonia Rościszewo, kolonia Henryków, kolonia Czerwony – Dwór, kolonia Pustelnik D., kolonia Piotrówka, wieś Pustelnik – Struga, kolonia Czarna – Struga, kolonia Brazylka, wieś Siwki, kolonia Podlesie, Kolonia Szybówek, kolonia Zielonka – Letnisko, kolonia Zielonka – Bankowa, folwark Nutka Zielona i wszystkie inne niezaludnione osady, położone w granicach gminy Bródno na wschód od granic gruntów folwarków: Lewinów, Lewicpol i Lewandów oraz gruntów wsi Grodzisk i Brzeziny. Z wymienionych wyżej miejscowości została utworzona gmina wiejska Marki z siedzibą urzędu gminnego w Markach[7].
- wrzesień 1926 – pierwsze zajęcia w nowej szkole imienia „Pomnika Zwycięstwa 1920 r.” w Pustelniku
- 1928 – do tzw. „Czerwonego Dworu” w Pustelniku przybywają siostry Franciszkanki Rodziny Maryi
- 1929 – utworzenie Mareckiego Gminnego Ośrodka Zdrowia
- 25 maja 1930 – wizyta prezydenta RP Ignacego Mościckiego w Markach
- 1931 – ukończenie budowy kościoła pod wezwaniem św. Andrzeja Boboli i Michała Archanioła
- 22 lutego 1931 – tzw. marsz głodnych zorganizowany przez Komunistyczną Partię Polski, inicjatorem był dekarz Edward Borowski ps. Stary (1888-1968)[8][9][10],
- październik 1931 – probostwo parafii świętego Izydora obejmuje ksiądz Teodor Jesionowski
- 1 listopada 1932 – odsłonięto pomnik na mogile zbiorowej żołnierzy WP poległych w Bitwie Warszawskiej. Pomnik wzniesiono staraniem Związku Strzeleckiego[11].
- wrzesień 1934 – pierwsze zajęcia w nowym gmachu szkoły nr 2 przy ul. Szkolnej

### Marki w czasie II wojny światowej
- 1 września 1939 – o godz. 17.10 pilotowany przez oblt. Georga Scheidera Messerschmitt Bf 109 z III/JG 21 dokonał zestrzelenia PZL P.11c[12]
- 8 września 1939 – pierwsze niemieckie bomby spadły na Marki
- 21 września 1939 – 178 członków korpusu dyplomatycznego oraz 1200 osób kolonii cudzoziemskiej ewakuowano szosą radzymińską z Warszawy[13]
- 22/23 września 1939 – w strudzkim kościele pw. św. Andrzeja Boboli i św. Michała Archanioła wystawiono ciało gen.-płk. barona Wernera von Fritscha, który w dniu 22 września został śmiertelnie ranny na Zaciszu[14]
- 26 marca 1942 – likwidacja utworzonego w 1940 getta dla ludności żydowskiej i wywiezienie przebywających w nim osób do getta warszawskiego[15]
- 16 października 1942 – powieszenie na terenie Marek 10 Polaków przez hitlerowców; egzekucja 50 więźniów Pawiaka
- 18 października 1943 r. oddział Gwardii Ludowej stacjonującej w Ząbkach przeprowadził akcję wypadową na skład broni i amunicji znajdujący się na terenie dawnej fabryki Briggsów.
- 26 lipca 1944 – Inspektorat AK Radzymin przystępuje do Akcji „Burza”
- W dniach 30–31 lipca 1944 – kompania Osiowa AK II Rejonu „Celków” – Marki dowodzona przez por. Albina Furczaka Alfa, wspomagana przez dwa radzieckie czołgi 3 armii blokowała skrzyżowanie dróg Warszawa-Białystok/Rembertów-Zegrze (punkt obserwacyjny Góra św. Antoniego)
- 30–31 lipca 1944 – w Markach w rejonie szkoły w Pustelniku zostaje ulokowane 60% Dywizji Pancerno-spadochronowej „Hermann Göring”. Zostaje utworzona Grupa Bojowa Marki
- 30 lipca 1944 – rozstrzelanie przez Niemców w pobliżu jeziorka „Kruczek” mieszkańców Marek, Strugi, Pustelnika i Zielonki
- 31 lipca 1944 – patrol plutonu 738 AK w okolicach kościoła w Strudze związał ogniem broni maszynowej załogi dwóch czołgów niemieckich. W tym czasie czołg radziecki zniszczył oba czołgi.
- 31 lipca 1944 – czołgi radzieckie oraz osłaniająca je kompania AK wycofały się do Wołomina. Dywizja Pancerno-spadochronowa HG w dniu 2 sierpnia odbiła z rąk radzieckich Radzymin, a w dniu 3 sierpnia Wołomin. Dla obu szturmów bazą były Marki[16][17].
- 3 sierpnia 1944 – 1 Dywizja Pancerno-spadochronowa w sile 140 czołgów i 90 samochodów pancernych została przerzucona do Głowaczowa celem likwidacji przyczółka warecko-magnuszewskiego, część jednostek dywizji została użyta do tłumienia powstania warszawskiego.
- 13/14 września 1944 – do Marek wkroczyły wojska Armii Czerwonej. Rosjanie na ul. Bandurskiego utworzyli stanowisko artylerii. Wojska radzieckie stacjonowały w Markach do 12 stycznia 1945 r., kiedy to ruszyła operacja wiślańsko-odrzańska Armii Czerwonej.

Podczas II wojny światowej istniało w Markach żydowskie getto, zlikwidowane w połowie 1942 roku, kiedy to ludność żydowską przewieziono do getta warszawskiego. W latach 1942–1943 w Pustelniku znajdował się obóz pracy przymusowej (Arbeitslager) dla 1200 osób.

### Marki wPRL

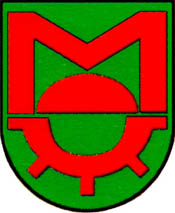
Herb Marek, 1967-1998

- 1946 – gmina Marki składa się z 7 gromad o ogólnym obszarze 4800 ha, ludność 21 125 osób
- z dniem 1 stycznia 1948 r. na mocy rozporządzenie Ministra Administracji Publicznej z dnia 19 stycznia 1948 r. wydanego w porozumieniu z Ministrem Skarbu o utworzeniu gminy wiejskiej o charakterze miejskim Zielonka w powiecie warszawskim, województwie warszawskim z obszaru gminy wiejskiej Marki, powiatu warszawskiego, województwa warszawskiego, wyłączono gromadę Zielonka, z której utworzono gminę wiejską Zielonka o charakterze miejskim z siedzibą zarządu gminnego w Zielonce[18]
- 1951 – do Marek zostają włączone: (wyłączone z gminy Nieporęt).
- z dniem 1 lipca 1954 r.:
  - zniesiony został powiat warszawski, a gmina Marki oraz gmina Pustelnik zostały włączone do powiatu wołomińskiego[19]
  - z Gminy Marki zostały wydzielone:
    - gromady Drewnica i Ząbki, z których utworzono gminę Ząbki[20]
    - gromady Pustelnik i Struga, które wraz z wyłączonymi z gminy Nieporęt gromadami Augustów, Augustówek, Kąty Grodziskie, Kobiałka, Olesin i Wojdy-Mańki utworzyły gminę Pustelnik[21]
    - gromada Siwki, która została włączona do Zielonki[22]
- z dniem 15 maja 1954 r. do gminy Marki wcielono gromadę Brzeziny oraz gminę Grodzisk, które odłączono od wcielanej do Warszawy gminy Bródno[23]
- 1959 – pożar karczmy mareckiej kończy jej działalność
- dnia 7 listopada 1961 r. – oddano do użytku gmach Szkoły Podstawowej nr 4 w Pustelniku przy ul. Dużej 3. Była to czternasta Szkoła tysiąclecia. Edukacja rozpoczęła się w tej szkole 12 lutego 1962 r.[24]
- z dniem 1 stycznia 1967 r., mocą § 1 pkt 7 rozporządzenia Prezesa Rady Ministrów z dnia 9 grudnia 1966 r. w sprawie utworzenia niektórych miast, Marki uzyskały prawa miejskie[25]
- wrzesień 1967 – pierwsze lekcje w nowym budynku Szkoły Podstawowej nr 1 przy ul. Okólnej
- 31 sierpnia 1974 – ostatni kurs kolejki mareckiej
- 1975 – Marki znajdują się w województwie warszawskim
- 1 maja 1983 – wmurowanie kamienia węgielnego pod budowę kościoła Matki Bożej Królowej Polski w Markach-Pustelniku
- 14 marca 1984 – rozpoczęcie działalności Mareckiego Ośrodka Kultury pod dyrekcją Krystyny Klimeckiej

### Marki współczesne
- 1999 – Marki znajdują się w województwie mazowieckim, w powiecie wołomińskim
- 2000 – Powstanie Mareckiego Oddziału Powiatowej Izby Gospodarczej – Obecnie Mareckie Stowarzyszenie Gospodarcze (MSG)
- grudzień 2003 – powstało Towarzystwo Przyjaciół Marek
- 2009 (lipiec) – zawiązuje się Grupa Marki 2020 – od lutego 2010 stowarzyszenie.
- 22 grudnia 2017 r. – otwarcie obwodnicy Marek[26]
- 2 września 2019 r. SP4 rozpoczęła działalność edukacyjną w nowym kompleksie edukacyjnym pod adresem ul. Wspólna 40

## Środowisko naturalne

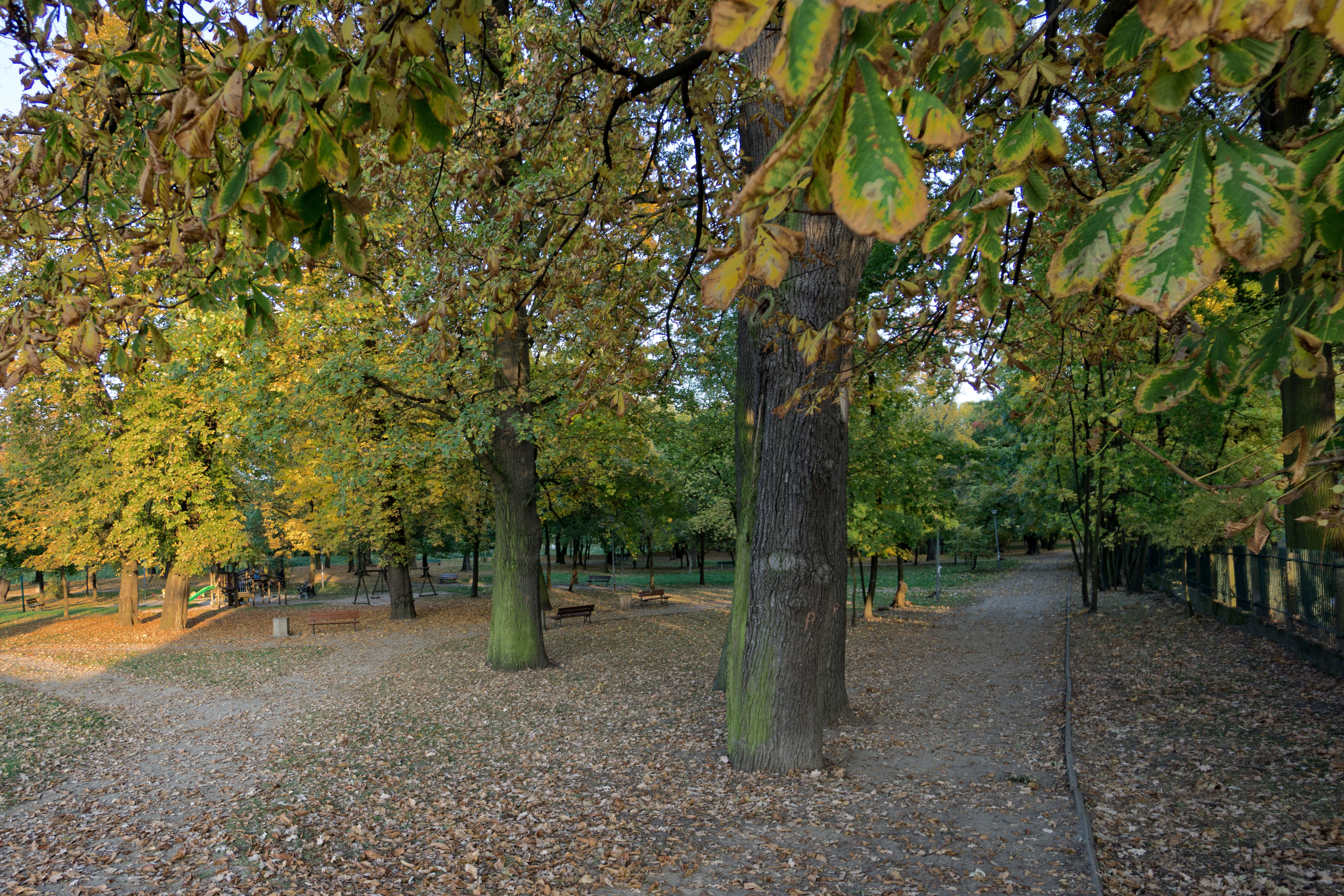
Park miejski

- Najwyższy naturalny punkt w Markach to wzniesienie w lesie w pobliżu drogi wojewódzkiej nr 631, które ma wysokość 110 m n.p.m.[27], wyższa jest jednak sztuczne wzniesienie Zwałka (dawne wysypisko śmieci), którego wysokość to 110 m n.p.m., a na którym znajduje się geodezyjny środek województwa mazowieckiego[28].
- W obrębie miasta Marki znajduje się rezerwat przyrody Horowe Bagno. Typ rezerwatu: torfowiskowy. Gatunki roślin objęte ochroną ścisłą: goździk piaskowy (Dianthus arenarius), rosiczka okrągłolistna (Drosera rotundifolia), listera jajowata (Listera ovata), podkolan biały (Platanthera bifolia), grzybienie białe (Nymphaea alba).

- Na granicy z Zielonką znajduje się Jezioro Czarne zwane Kruczkiem
- Najgrubszym drzewem w Markach jest pomnik przyrody dąb Gajosa o obwodzie 636 cm i wysokości ok. 30 metrów[29]
- W mieście znajduje się park z XIX wieku z wieloma pomnikami przyrody.

## Demografia
Struktura demograficzna mieszkańców Marek według danych z 31 grudnia 2019

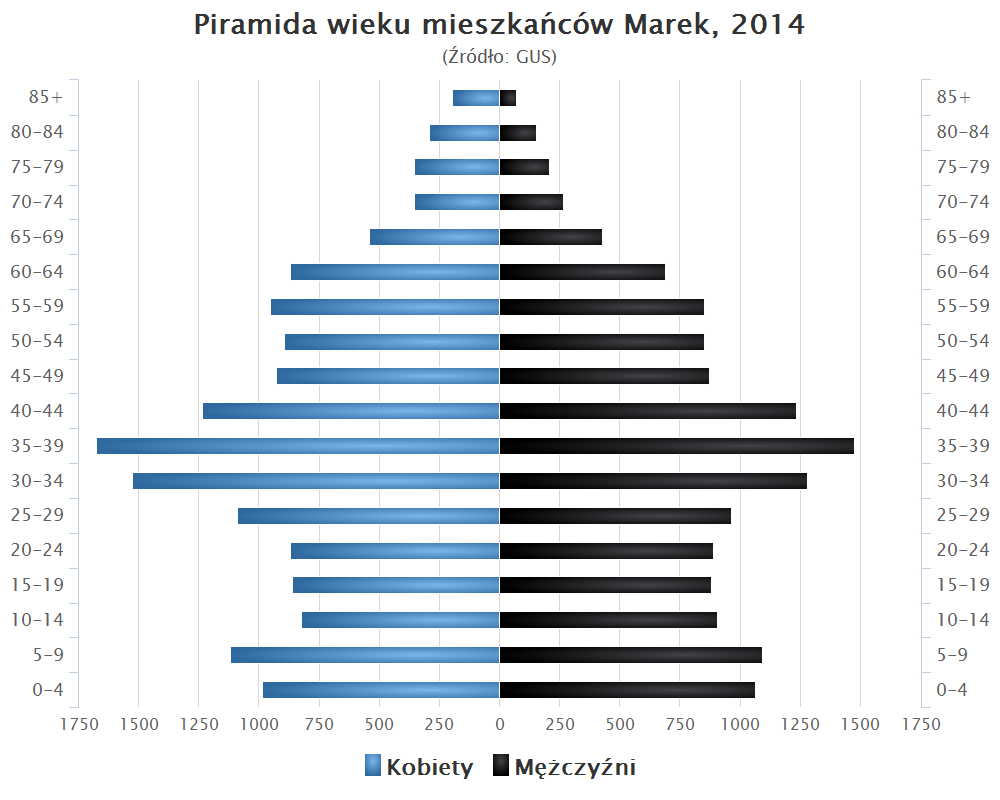
Piramida wieku mieszkańców Marek w 2014 roku

| Opis      | Ogółem | Ogółem | Kobiety | Kobiety | Mężczyźni | Mężczyźni |
| --------- | ------ | ------ | ------- | ------- | --------- | --------- |
| Jednostka | osób   | %      | osób    | %       | osób      | %         |
| Populacja | 35 461 | 100    | 18 564  | 52,35   | 16 897    | 47,65     |

## Gospodarka

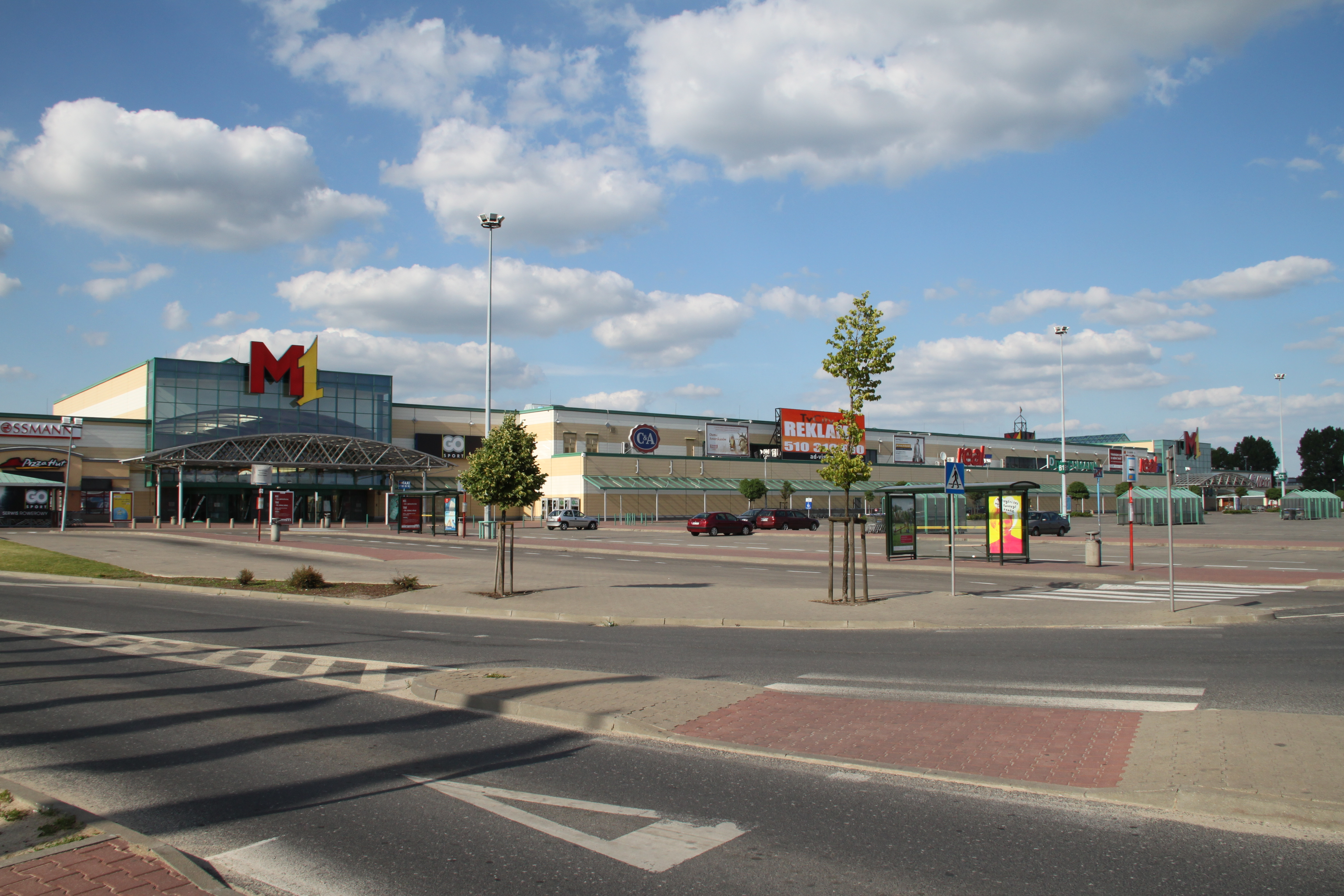
Centrum Handlowe M1 w Markach

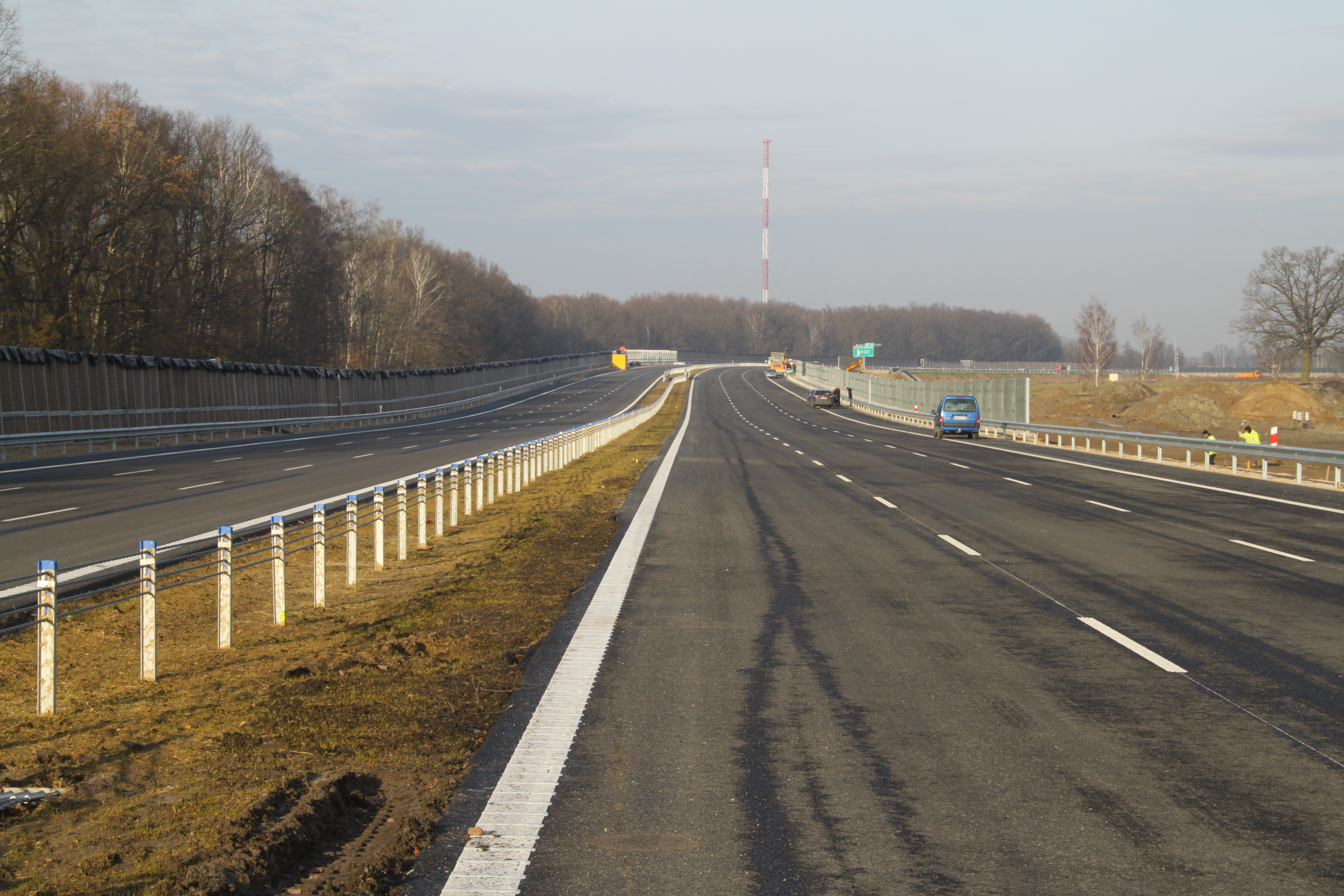
Obwodnica Marek na granicy z Kobyłką, w tle widoczny maszt nadawczy w Markach

W Markach znajdują się między innymi:
- Centrum Handlowe M1
- Centrum Handlowe Prima Park Marki
- Maszt nadawczy z radioliniami Orange Polska i stacją NMT[31]
- Zakłady przemysłowe:
  - Fabryka Okładzin Ciernych Fomar (FOC Marki), (do 2012 roku)
  - Park magazynowo-przemysłowy Hillwood Marki (w miejscu dawnego FOC)
  - producent farb drukarskich Sun Chemical sp. z o.o.
  - palarnia kawy Tchibo Manufacturing Poland Sp. z o.o.
  - producent systemów do zabudowy wnętrz Komandor Warszawa S.A.
  - piekarnia Inter Europol Piekarnia Szwajcarska spółka z ograniczoną odpowiedzialnością S.K.A.
  - liczne cegielnie

## Infrastruktura

### Ochrona zdrowia
- przychodnie lekarskie:
  - NZOZ Marecki Ośrodek Zdrowia sp. z o.o. przy ul. Sportowej 3
  - NZOZ ESCULAP sp. z o.o. przy ul Fabrycznej 1
  - Centrum Medyczne Marki sp. z o.o. przy ul. Kasztanowej 8
- przychodnie weterynaryjne:
  - „Art-Vet” Lecznica Weterynaryjna przy ul. Paderewskiego 2B
  - Lecznica dla Zwierząt Zbigniewa Fabrykiewicza przy Al. J. Piłsudskiego 95
  - „Marwet” Przychodnia Weterynaryjna przy Al. J. Piłsudskiego 131
  - Gabinet Weterynaryjny "AMVET" Anna Miszta-Wacewicz przy ul. Tadeusza Jasińskiego 5

## Transport
Marki położone są wzdłuż drogi wojewódzkiej nr 629 (dawnej drogi krajowej nr 8, aleja Marszałka Józefa Piłsudskiego). 22 grudnia 2017 roku do użytku oddana została Obwodnica Marek – fragment drogi ekspresowej S8 Warszawa - Marki – Radzymin. Omija ona miasto od południa i wschodu. Dostęp do niej zapewniony jest przez dwa węzły: Marki oraz Zielonka.
Oprócz tego znajduje się tu skrzyżowanie DW629 z innymi drogami wojewódzkimi:
- 631 Warszawa – Zielonka -  Marki – Nieporęt – Wieliszew - Nowy Dwór Mazowiecki
- 632 Warszawa - Marki – Legionowo – Nasielsk - Nowe Miasto - Płońsk

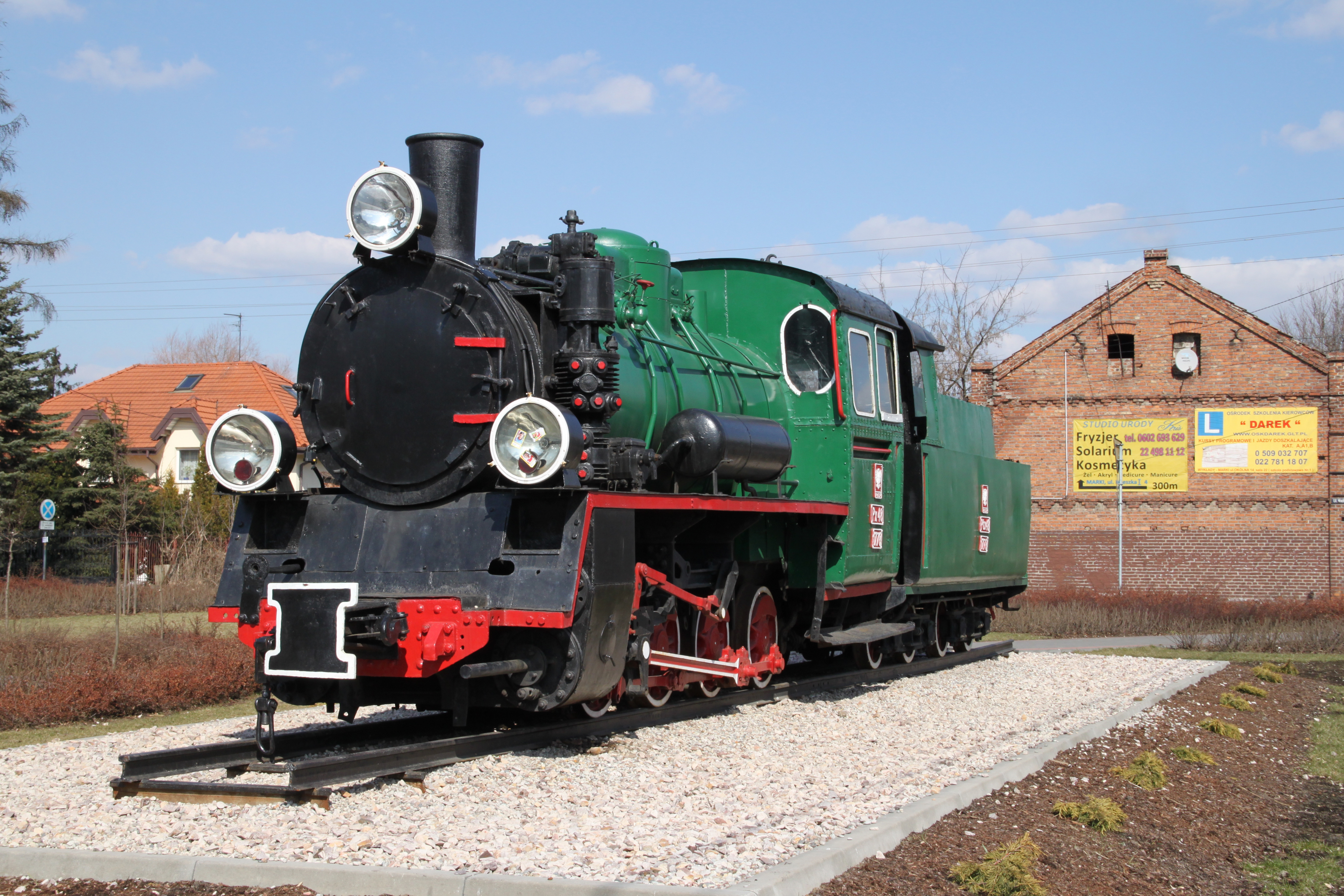
Wąskotorowa lokomotywa-pomnik Px48-1778 na skwerze przy Urzędzie Miasta, postawiona tam 17 września 2010 r. na pamiątkę Mareckiej Kolejki.

### Linie autobusowe
Przez miasto prowadzą autobusowe linie przewoźników prywatnych oraz linie autobusowe zwykłe i strefowe ZTM.
Obecnie kursujące linie:
| Linia | Rodzaj linii                 | Pętla początkowa        | Pętla końcowa                | Częstotliwość (szczyt/poza szczytem/święto) |
| ----- | ---------------------------- | ----------------------- | ---------------------------- | ------------------------------------------- |
| 112   | linia zwykła                 | Nowe Bemowo / Karolin   | CH Marki                     | 10/30/15 min.                               |
| 190   | linia zwykła                 | Znana / Oś. Górczewska  | CH Marki                     | 10/15/15 min.                               |
| 140   | linia zwykła                 | Metro Trocka            | Czarna Struga <Marki>        | 10/30/30 min.                               |
| 240   | linia zwykła                 | Metro Kondratowicza     | Pustelnik <Marki>            | 20/30/30 min.                               |
| 340   | linia zwykła okresowa        | Metro Trocka            | Pustelnik <Marki>            | 10/- /- min.                                |
| 738   | linia strefowa               | Metro Trocka            | P+R Radzymin <Radzymin>      | 20/30/30 min.                               |
| N61   | linia nocna                  | Dw. Centralny           | Głowackiego <Radzymin>       | 60/60/60 min.                               |
| L40   | linia strefowa uzupełniająca | PKP Wołomin             | CH Marki                     | 30/60/60 min.                               |
| L44   | linia strefowa uzupełniająca | PKP Wołomin             | CH Marki                     | 60/60/120 min.                              |
| L45   | linia strefowa uzupełniająca | PKP Dąbkowizna          | CH Marki                     | 60/120/120 min.                             |
| L46   | linia strefowa uzupełniająca | 11 Listopada <Zielonka> | CH Marki / Fabryczna <Marki> | 30/60/70 min.                               |

Linie 718 i 805 uruchomiono 1 września 1988 roku. Linia 805 do 13 lutego 2006 jeździła do pętli Marki FOC na ulicy Okólnej, potem zmieniono jej kraniec na pętlę w Pustelniku. Linia 732 zaczęła jeździć 1 czerwca 2007, a 738 – 17 października 2009. Od 1 września 1999 linia 190 łączy CH Marki z Osiedlem Górczewska, a od 19 lipca 2004 linia 112 – CH Marki z Karolinem. Od 31 maja 2007 roku funkcjonuje linia nocna N61.
Od 12 listopada 2008 do 2 maja 2016 linia 740 jeździła z Targówka do Nadmy przez Marki. Zastąpiono ją linią L40 z Pustelnika przez Nadmę do Wołomina.
1 listopada 2016 roku wprowadzono w Markach 1 strefę biletową ZTM, dotychczas funkcjonujące linie 718, 732 i 805 zmieniły numery na odpowiednio 140, 240 i 340. Nie dokonano jednak zmiany częstotliwość linii 340, mimo pierwotnej deklaracji.
24 lutego 2018 uruchomiono nową linię strefową uzupełniającą L43 z Zielonki Bankowej do CH Marki przez Marki. Jej trasa biegnie ulicami Lisa-Kuli lub Fabryczną (w zależności od wariantu, w dni powszednie kursy w danym wariancie są naprzemiennie, w pozostałe dni tylko ulicą Fabryczną) oraz al. Piłsudskiego. Początkowo na ul. Lisa-Kuli i Fabrycznej uruchomiono odpowiednio po jednym przystanku, ale w przyszłości ich liczba ma się zwiększyć. Tymczasowo (dopóki nie powstanie most łączący ulice Marecką z Pustelnicką w Zielonce, realizowany w ramach budowy obwodnicy Marek) linia L44 również ma jeden przystanek w Markach (Ząbkowska).
26 lutego 2018 skrócono trasę linii 340 z Dworca Wschodniego do Dworca Wileńskiego, bez zmiany jej częstotliwości.
Od 19 marca 2018 kursować zaczęły linie L33 z Legionowa do krańca Rejtana w Markach oraz L45 z Dąbkowizny przez Nadmę do CH Marki, a także zmienił się rozkład linii L40.
Od 16 kwietnia 2018 zmieniona została częstotliwości linii 140, 340 oraz 738. Dzięki zmianom pomiędzy Pustelnikiem a Dw. Wileńskim w szczycie częstotliwość kursów wyniesie 5 min (kursy 340 co 10 min zamiast co 15 minut), a pomiędzy północną częścią Marek a Dw. Wschodnim – 10 min. W sumie liczba kursów do Marek zmieniła się ze 129 do 154.
18 kwietnia wydłużono linię N61 z krańca Struga do krańca Czarna Struga z powodu remontu Al. Piłsudskiego, 21 grudnia wydłużoną tymczasową trasę wprowadzono jako stałą.
Od 13 maja 2019 zmianom uległy trasy autobusów L40 i L45, a linie L33 i L43 zyskały nowe przystanki na terenie Marek. Dzięki temu obsłużone zostaną m.in. ulice Pomnikowa, Norwida, Grunwaldzka, Okólna, Słoneczna i Bandurskiego. Zmiany te zapowiedziano już w marcu 2018.
Po otwarciu stacji metra Trocka ZTM planowało skierowanie wszystkich linii z Marek i Radzymina z Pragi do pętli przy ulicy Trockiej na Targówku, przy jednoczesnym zwiększeniu częstotliwości linii 140 w szczycie (do 10 min) i święto (do 30 min), wprowadzenie kursowania linii 340 poza szczytem co 30 min, oraz zwiększenia częstotliwości linii 738 do 30 min w święto. Do 23 czerwca 2019 trwały konsultacje społeczne w tej sprawie.
4 stycznia 2020 roku zmieniły się trasy linii 140 i 738, a 7 stycznia 2020 zmienią się trasy linii 340. Wszystkie te linie zostały skierowane do Metra Trocka. W zamian za to jeżdżące ul. Radzymińską linie 412 i 512 wydłużono z Dworca Wileńskiego do Dworca Wschodniego. Od 7 stycznia 2020 linia L33 zostanie wydłużona do krańca Cmentarz Marki na ul. Bandurskiego.
1 grudnia 2024 roku wprowadzono zmiany dotyczące kursowania linii lokalnych "L" na terenie miasta. Utworzono nową linię L44, która przejęła dawną trasę L40 oraz zlikwidowano linię L43. Linia L40 otrzymała nową trasę do Wołomina przez ulicę Lisa Kuli oraz Fabryczną w Markach. Zwiększono częstotliwość kursowania linii L40 oraz L46.
Od 1 stycznia 2025 roku mieszkańcy miasta będą mogli podróżować liniami uzupełniającymi "L" bezpłatnie po okazaniu ważnej Mareckiej Karty Mieszkańca.

### Linie kolejowe
Przez Marki przebiegały, obecnie już nieistniejące, linie:
- Marecka Kolej Dojazdowa – kursowała w latach 1897–1974
- Linia kolejowa Zegrze – Warszawa Wawer

## Oświata i nauka
W Markach działa:

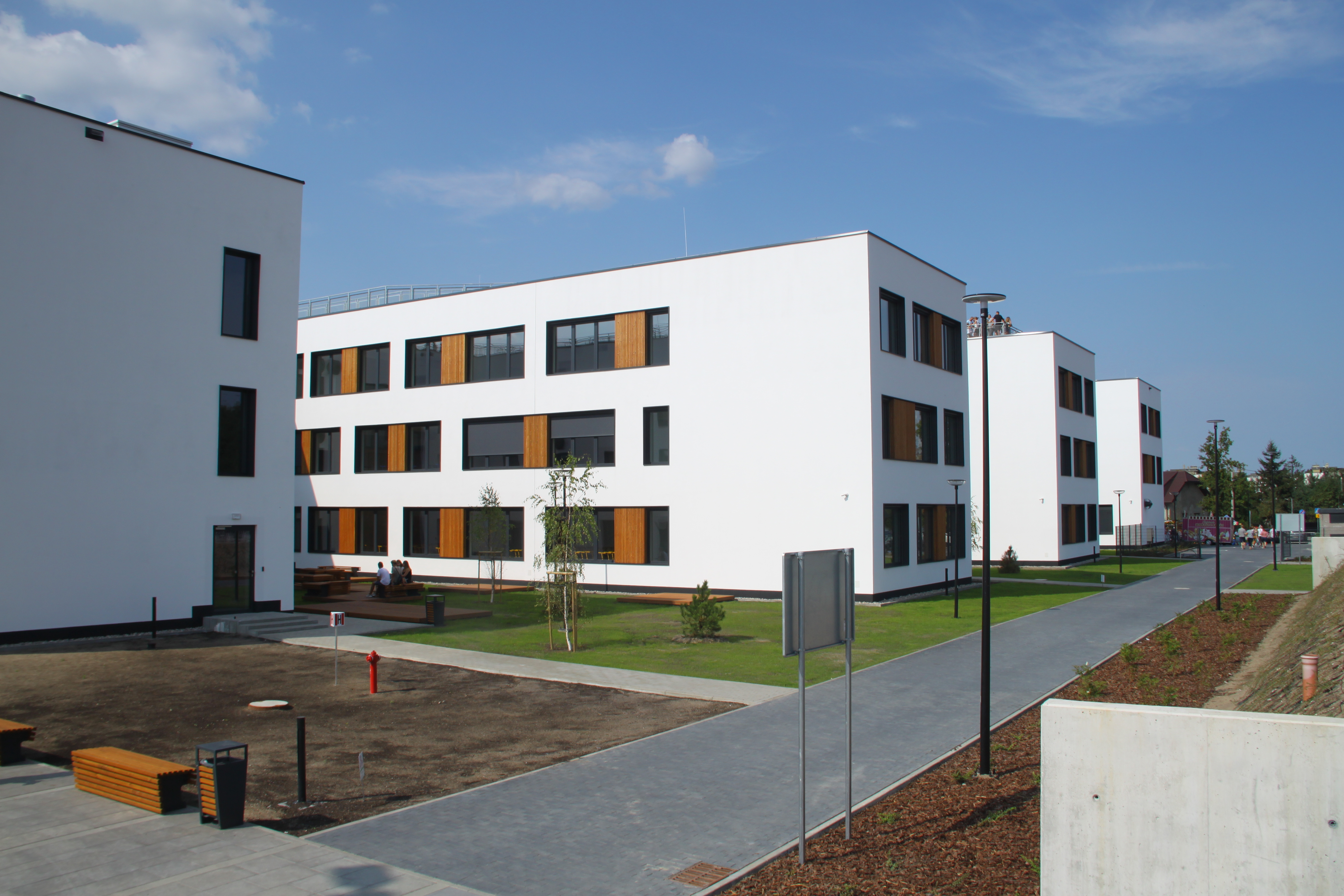
Szkoła Podstawowa nr 4, Mareckie Centrum Edukacyjno-Rekreacyjne

- kilkadziesiąt przedszkoli z czego 4 gminne
- 7 szkół podstawowych (5 gminnych, 2 prywatne)
- 2 licea ogólnokształcące (1 gminne, 1 prywatne)

Od początku roku szkolnego 2019/2020 ma została otwarta nowa szkoła podstawowa dla 1200 dzieci zlokalizowana na terenie Mareckiego Centrum Edukacyjno-Rekreacyjnego (MCER) przy ulicy Wspólnej.

## Kultura
- Marecki Ośrodek Kultury
- Biblioteka Publiczna Miasta Marki

## Religia
- Kościół katolicki

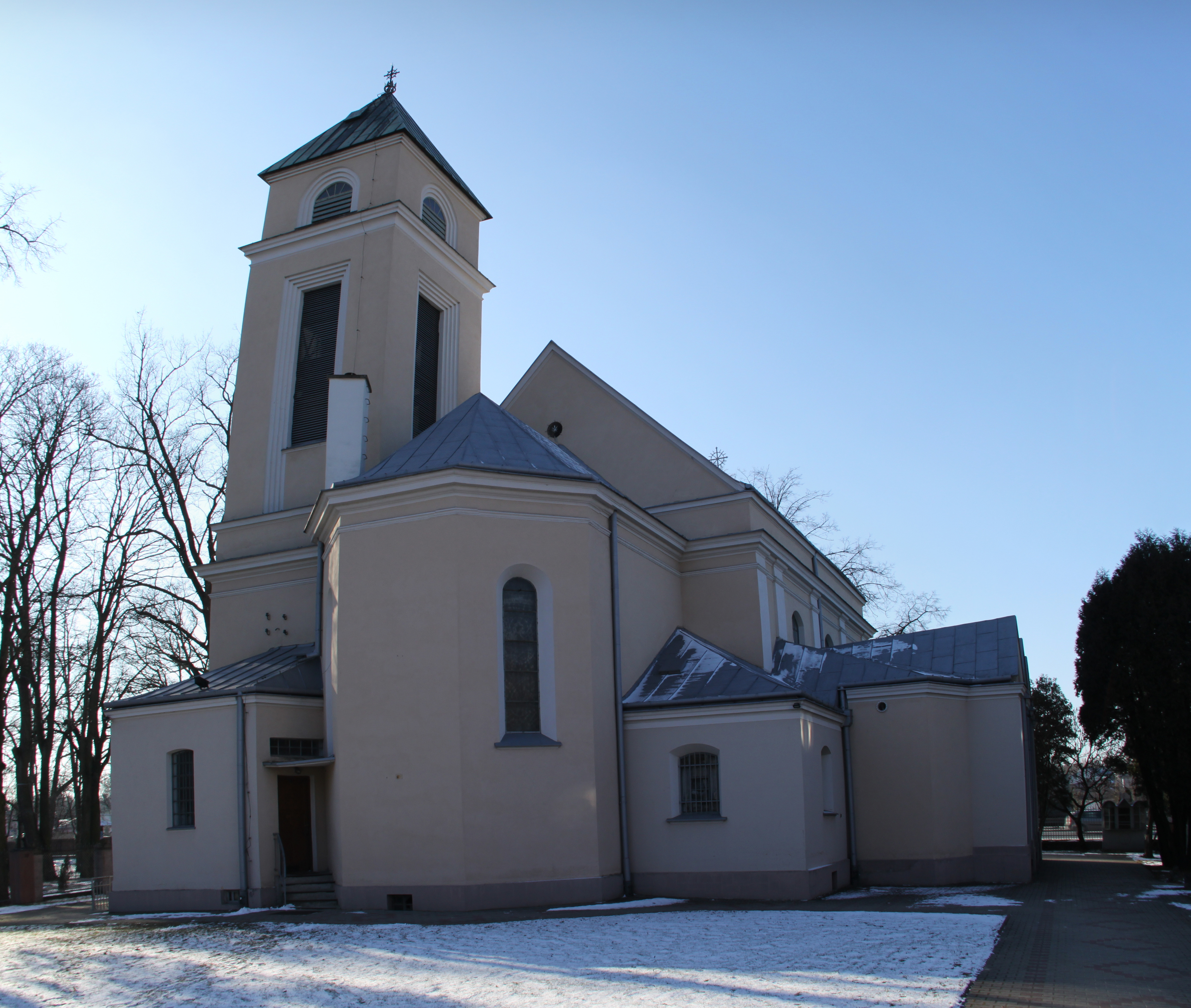
Kościół św. Andrzeja Boboli i św. Michała Archanioła w Markach

  - parafia NMP Matki Kościoła, ul. Ząbkowska, 05-270 Marki
  - parafia pw. Matki Bożej Królowej Polski, ul. Jutrzenki 26, 05-260 Marki
  - parafia św. Izydora, al. Piłsudskiego 93, Marki,
  - parafia św. Andrzeja Boboli i św. Michała Archanioła w Strudze przy al. Piłsudskiego 248/252
- Świadkowie Jehowy
  - Sala Królestwa Świadków Jehowy, ul. Prosta 17/19[59]

## Sport i rekreacja
- Marcovia Marki – klub sportowy, którego początki sięgają 1923 roku[60], grający przez dwa sezony (1994/95 oraz 1995/96) w III lidze piłkarskiej.
- Mistrzostwa Marek w Piłce Halowej TPM CUP rozgrywki piłkarskie organizowane przez Towarzystwo Przyjaciół Marek pod patronatem burmistrza Marek, mające na celu wyłonienie najlepszej amatorskiej drużyny piłkarskiej w mieście. Mistrzostwa dotychczas odbywały się na sali Zespołu Szkół nr 2 w Markach.
- Spartakiada Rodzinna CZAT – cykliczna impreza plenerowa o charakterze sportowo-rekreacyjnym kierowana do dzieci, młodzieży oraz dorosłych, organizowana przez Mareckie Stowarzyszenie Gospodarcze (MSG)
- Drużynowe Zawody w Tenisa Stołowego – cykliczna impreza kierowana do drużyn szkolnych, zakładów pracy, instytucji oraz drużyn rodzinnych, organizowana przez MSG

## Mity i legendy
- W Czarnej Strudze nad rzeką stała karczma, której mury odpowiadały na życzliwe pozdrowienia wędrowców echem aż osiem razy odbitym[61].
- [...] podanie głosi, jakoby przed trzystu laty pewien potomek znakomitego rodu, dziedzic bardzo licznych włości, przybywszy do Warszawy, przepychem i zbytkiem chciał przewyższyć wszystkich mieszkańców. Dostatki pozwalały mu na wielkie uciechy, ale przyjemności i hulaszcze życie zniszczyły cały jego majątek, który też wkrótce utracił. Doprowadzony do zupełnej ruiny i ubóstwa tułał się zubożały magnat po Warszawie i żywiony był z litości przy furcie klasztornej ojców Bernardynów. Po nędzy przyszła i słabość niebezpieczna, a ta rozbudziła w nim żal za grzechy i chęć ucieczki od życia i świata. Na pokutę wybrał sobie pustelnię niedaleko Warszawy, gdzie zamieszkiwał przez długie lata. Pod koniec życia otrzymał od krewnych znaczny spadek. Za otrzymane pieniądze wybudował w pobliżu swojej pustelniczej chatki kościół modrzewiowy. I tak to bogobojnie wielki grzesznik i pokutnik życia dokonał. Na pamiątkę tego wydarzenia wieś, która obok wybudowanego kościółka powstała, Pustelnikiem została nazwana[62].
- Najwyższy punkt w Markach określany jest mianem „Horowa Góra”, a w granicach administracyjnych miasta znajduje się Rezerwat przyrody Horowe Bagno. Etymologia tych nazw nie jest znana, jednakże źródłosłowu można poszukiwać w innych językach słowiańskich itp. w jęz. czes. hora oznacza górę. Ponadto spośród rodów herbowych pieczętujących się znakiem Abdank wymienia się nazwisko Horowy.